# Cleome monophylloides
Cleome monophylloides là một loài thực vật có hoa trong họ Màng màng. Loài này được R.Wilczek mô tả khoa học đầu tiên năm 1950.